# Chồng

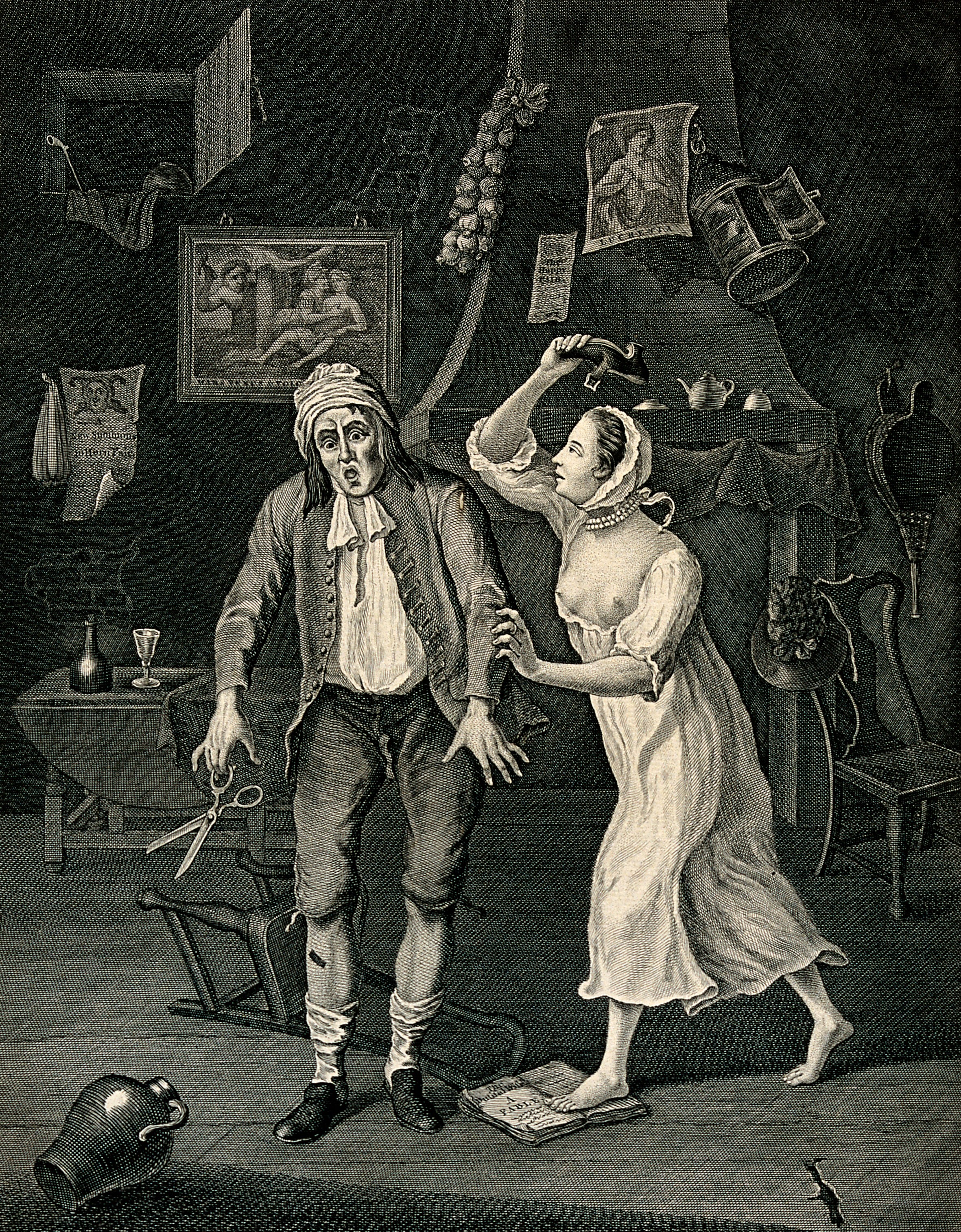
Tranh vẽ về một phụ nữ đang đánh chồng

Chồng (chữ Nôm: 伕; tiếng Anh: Husband), theo chữ Hán là Tướng công (相公) hoặc Phu (夫) hay Phu quân là một người đàn ông tham gia vào một mối quan hệ hôn nhân và cam kết trở thành một đối tác (phối ngẫu) suốt đời của một người vợ để thực hiện các quyền và nghĩa vụ của một người chồng về gia đình. Một người chồng theo quy định pháp luật là phải thực hiện các thủ tục pháp lý về hôn nhân. Trong tôn giáo, tín ngưỡng, văn hoá thì có nghi thức làm lễ cưới.

## Pháp luật
Thông thường, chồng được pháp luật và cộng đồng công nhận một cách chính thức thông qua hình thức hôn nhân, trong đó chồng là chú rể và vào lúc kết thúc của một đám cưới một người đàn ông được gọi là một người chồng, trong khi một người phụ nữ được gọi là một người vợ. Mặt khác, nếu hai bên nam nữ mới làm lễ đính hôn mà chưa làm lễ cưới thì trường hợp này người đàn ông được gọi là chồng chưa cưới. Ngày nay pháp luật rất nhiều nước, trong đó có Việt Nam đều xác lập địa vị pháp lý bình đẳng giữa vợ và chồng. Theo đó, vợ và chồng đều có quyền và nghĩa vụ ngang nhau, có tư cách pháp lý như nhau trong quan hệ hôn nhân và gia đình cũng như về quyền sở hữu tài sản, pháp luật còn quy định chặt chẽ thủ tục kết hôn (đăng ký kết hôn), ly hôn, phân chia tài sản khi ly hôn. Trong một số trường hợp, pháp luật có ưu tiên nhất định cho người phụ nữ  với chính sách quyền phụ nữ, bảo vệ bà mẹ và trẻ em để tiến tới thực hiện bình đẳng giới.

## Văn hóa

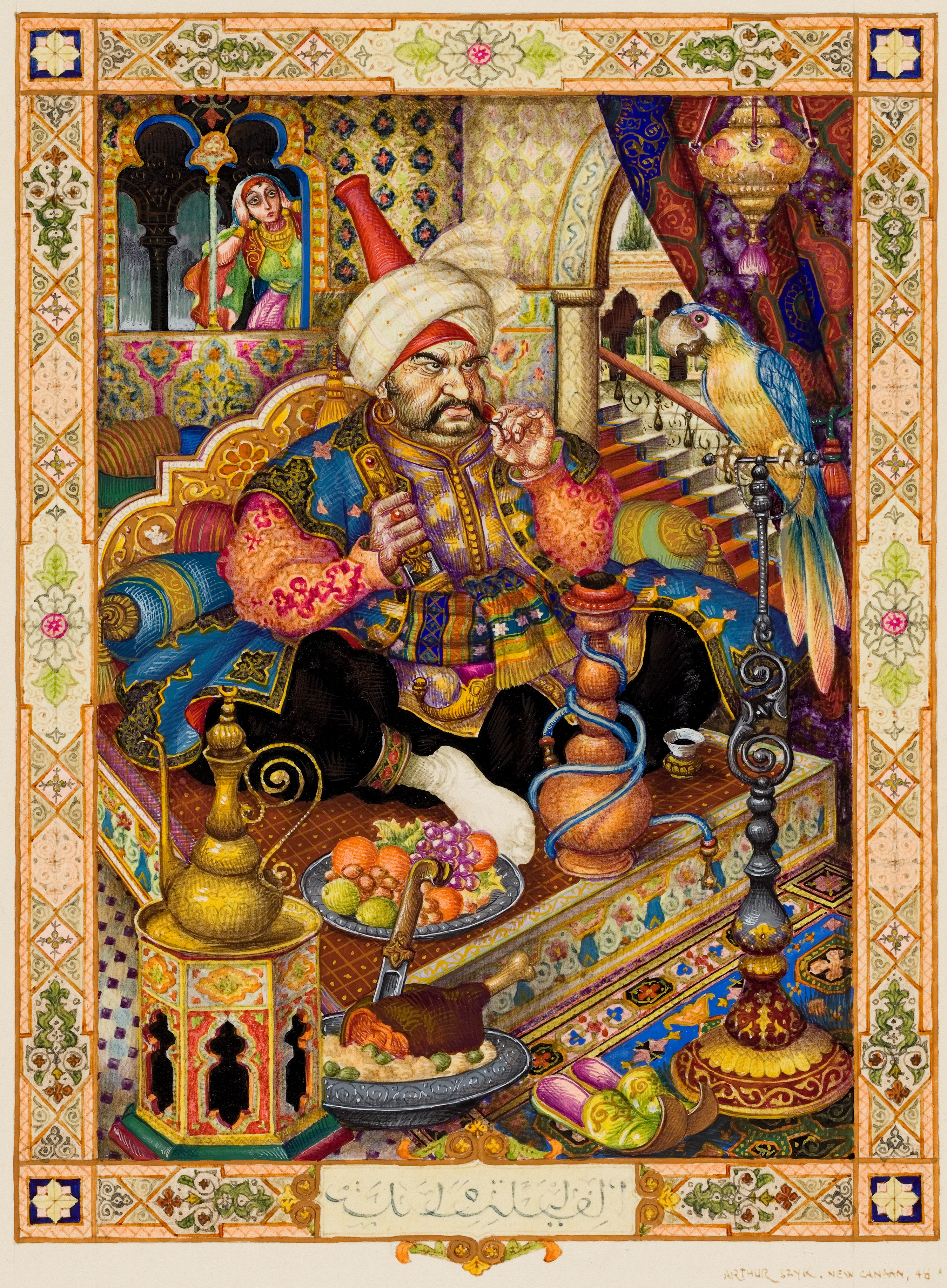
Tranh hoạ về một ông chồng Ả rập và con vẹt

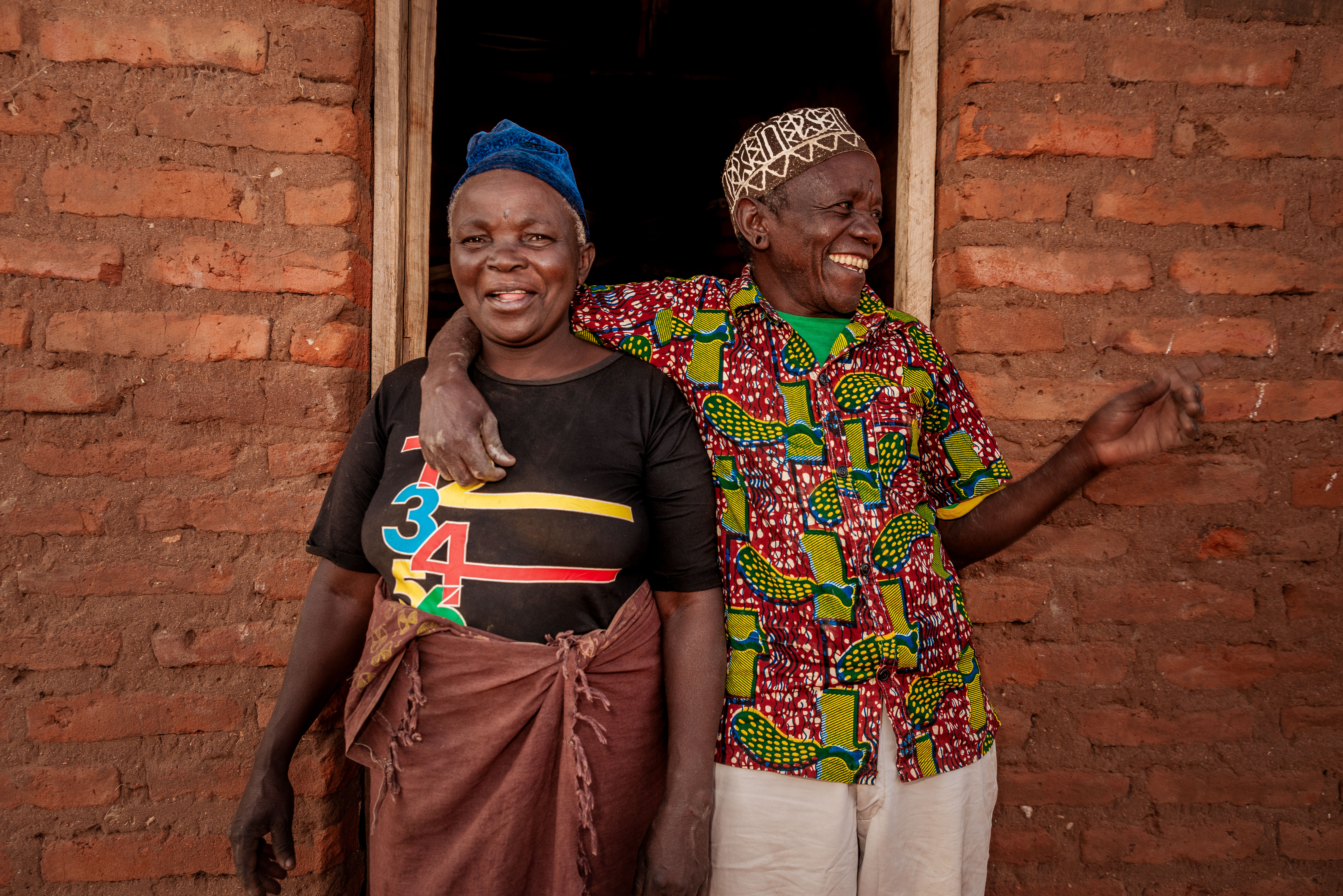
Hai vợ chồng nông dân châu Phi da đen

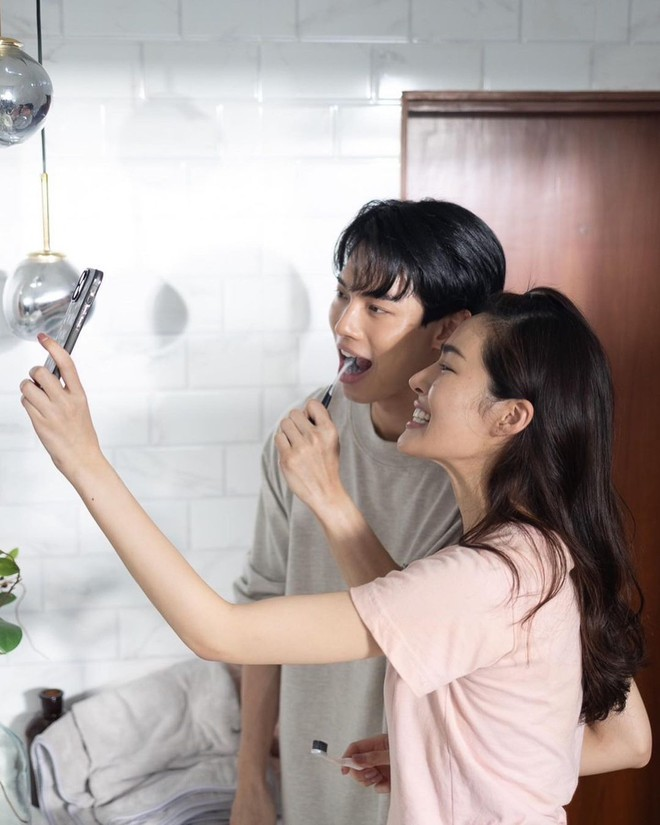
Một cặp vợ chồng trẻ (vợ chồng son)

Tại các nước theo Hồi giáo, người chồng có địa vị rất cao, họ có quyền có nhiều vợ, trong khi ở một số nền văn hóa theo chế độ mẫu hệ hoặc chế độ mẫu hệ còn tồn tại thì địa vị của người chồng thấp hơn nhiều. Một số nước vẫn còn tồn tại thói gia trưởng trong đó đề cao quá mức quyền thế của người chồng. Trong một số trường hợp, nếu vai trò trụ cột gia đình đổi sang cho người vợ thì khả năng gia đình đó sẽ bị sứt mẻ. Trong quan niệm của các nền văn hóa khác nhau thì người chồng có vai trò, vị trí, trọng trách khác nhau. Trong quan niệm của người Á Đông thì người chồng (phu quân) là trụ cột của gia đình.  Trong Văn hóa Việt Nam có nhiều câu ca dao, tục ngữ nói về vợ, chồng như:
- Chó chui gầm chạn: Chỉ về người chồng phải ở rể tại gia đình của nhà vợ dẫn đến vị trí bị giảm sút và có thân phận tủi nhục như con chó.
- Thuận vợ, thuận chồng tát biển Đông cũng cạn
- Râu tôm nấu với ruột bầu/Chồng chan, vợ húp gật đầu khen ngon
- Trai khôn chọn vợ chốn chợ đông, gái khôn chọn chồng giữa chốn ba quân
- Trai khôn dựng vợ, gái lớn gả chồng
- Gái thương chồng, đương đông buổi chợ/Trai thương vợ, nắng quái chiều hôm
- Chồng em áo rách em thương, chồng người áo gấm, xông hương mặc người
- Lấy vợ xem tông, lấy chồng xem giống
- Của chồng công vợ
- Lệnh ông không bằng cồng bà
- Nên duyên vợ chồng
- Có chồng bớt áo hai vai/Bớt màu trang điểm kẻo trai nó lầm
- Ai kêu xeo xéo bên sông/Tôi còn vá áo cho chồng tôi đây
- Đốn cây ai nở dứt chồi/Đạo chồng nghĩa vợ giận rồi lại thương
- Trên đồng cạn, dưới đồng sâu/Chồng cày vợ cấy, con trâu đi bừa
- Chồng nói thì vợ bớt lời/Cơm sôi bớt lửa, một đời không khê
- Phu xướng phụ tùy (chồng nói thì vợ phải nghe theo)
- Tại gia tòng phụ, xuất giá tòng phu, phu tử tòng tử: Ở nhà thì theo bố, cưới rồi thì theo chồng, chồng chết thì theo con
- Anh em như thể chân tay, vợ chồng như thể áo quần (Lưu Bị)